# Fantasia e fuga in sol minore, BWV 542
La Grande fantasia e fuga in sol minore BWV 542 è una composizione per organo di Johann Sebastian Bach, in forma di preludio e fuga, così chiamata per distinguerla dalla Piccola fuga in sol minore, più breve. Il brano non va altresì confuso con un'altra fuga bachiana, il Preludio e Fuga in La minore, BWV 543, che si è a sua volta guadagnato il nomignolo di "Grande".

## Storia
Le circostanze della composizione sono ignote. Il biografo di Bach Philipp Spitta e alcuni studiosi più recenti pensano che possa essere stato improvvisato da Bach durante la sua audizione per il posto di organista nella chiesa di San Giacomo ad Amburgo nel 1720, il che spiegherebbe come mai il soggetto principale della fuga corrisponda a un brano popolare olandese, Ik ben gegroet van... ("Sono stato accolto da..."); il tema sarebbe stato proposto all'organista col compito di improvvisarvi sopra e dimostrare così le proprie capacità. È stato proposto, da Christoph Wolff, che la scelta di un motivo olandese possa essere stato un omaggio a Johann Adam Reincken, a lungo organista titolare di Santa Caterina sempre ad Amburgo, che Bach in effetti incontrò nel 1722. Bach oltretutto aveva ben presente la musica di Reincken sin dagli anni della giovinezza.
La Fantasia, invece, potrebbe essere stata composta durante il periodo trascorso a Köthen (1717-1723).
Il pezzo è stato trascritto per pianoforte da Franz Liszt (S.463)